# Василевський Олексій Петрович
Олексій Петрович Василевський (1841-1893) - дійсний статський радник, юрист, Волинський, Чернігівський, Естляндський віце-губернатор.

## Біографія
Закінчив Імператорське училище правознавства.
Під час підготовки запровадження судової реформи 1875 року у Царстві Польському, брав діяльну участь у працях комісії з перекладу російською мовою та редагування кодексу Наполеона та місцевих законів. Знавець єврейського питання у Південно-Західному краї, брав участь у різних комісіях з цього питання.
З 12.06.1874 по 19.04.1882 Волинський віце-губернатор .
З 19.04.1882 по 19.12.1885 Чернігівський віце-губернатор.
З 19.12.1885 по 04.04.1891 Естляндський віце-губернатор. На посаді естляндського віце-губернатора висунув прагнення росіянізації естів. Склав «Збірник узаконень та розпоряджень про селян прибалтійських губерній», що мав свого часу велике практичне значення, зважаючи на заплутаність колишніх законів та численність пізніших інструкцій комісарам у селянських справах. Енергійно проводив у краї імперську політику.
Писав у «Російському Огляді» та «Московських Відомостях». Автор низки науково-літературних праць.
Окремо видано:
- «Збірник узаконень та розпоряджень про селян Естляндської губернії» (Ревель, 1888) [4]
- «Збірник узаконень та розпоряджень прибалтійських губерній» (ib., 1891),
- «Нотатки про законоположення щодо прибалтійських губерній» (ib., 1890),
- «Положення про селян Естляндської губернії 5 квітня 1856 з включенням доповнень по вересень 1891». (ib., 1891)
- «Довідкова книга про закони щодо селян прибалтійських губерній» (1892).